# Flip & Flop
Flip & Flop (spansk: Mortadelo y Filemón) er en spansk tegneserie. Det er en af de mest populære tegneserier i hjemlandet, og den er blevet udgivet i mere end et dusin lande. Den udkom første gang i 1958 i tegneseriehæftet Pulgarcito, der blev tegnet af Francisco Ibáñez. Serien handler om Flip (spansk: Mortadelo), den høje, skaldede mest udi forklædning og hans bossy partner, den lave, buttede Flop (spansk: Filemón).